# Лучане (деревня)
Лучане — опустевшая деревня в Жарковском муниципальном округе Тверской области.

## География
Находится в юго-западной части Тверской области на расстоянии приблизительно 25 км по прямой на запад-юго-запад по прямой от районного центра поселка Жарковский на правом берегу речки Ельша.

## История
Деревня уже была отмечена на карте 1846—1863 годов. В 1859 году здесь (территория Поречского уезда Смоленской губернии было учтено 6 дворов, в 1927 −32. До 2022 года входила в состав ныне упразднённого Новосёлковского сельского поселения.

## Население
Численность населения: 97 человек (1859 год), 0 как в 2002 году, так и в 2010.